# شريف قرطبي
شريف قرطبي هو ملحن موسيقي جزائري مواليد 25 فبراير 1935 بمدينة البرواقية، ولاية المدية،

## بداياته
وضع خطواته الأولى في عالم الموسيقى في الخمسينيات من القرن الماضي في عام 1955 انتقل إلى العاصمة والتحق بالمعهد البلدي للموسيقى ودرس هناك على يد الشيخ عبد الكريم دالي و عبد الرزاق فخارجي إضافة إلى أساتذة فرنسيين نذكر من بينهم الأستاذ بلانك والأستاذ جون هاني الذي علمه العزف على آلة الألتو alto،
وفي سنة 1957 عاد الأستاذ عبد الكريم دالي إلى المدرسة بعد توقفه أربعة أو خمسة أشهر وخلفه في هذه الفترة عبد الرزاق فخارجي ما دفعه وحفزه على دراسة الصولفيج لغرض المعرفة الدقيقة للموسيقى بالإضافة إلى آلة الالتو كان يميل إلى آلة الكمان التي تعلمها على يد الأستاذ تروسفين ففي سنة 1955 دخل المعهد البلدي لمدينة الجزائر. تحت تلقين الأستاذ عبد الكريم دالي. لحن للعديد من المغنين، واصل دراسة الموسيقى إلى سنة 1961.

## أعماله
بعد الاستقلال حصل على منحة من الدولة الجزائرية للذهاب إلى القاهرة لمواصلة الدراسة الموسيقية، وأهم الأعمال التي اشتهر بها الفقيد تلحين النشيد الملحمي من أجلك عشنا يا وطني، «جزائر يا مطلع المعجزات»، وإلياذة الجزائر، ولحن أيضا لفرقة البلابل لمدينة غرداية، إضافة إلى تعامله مع الفنانتين العربيتين لطيفة رأفت وصباح الصغيرة، ولم يكتف شريف قرطبي بتلحين الأغاني فحسب بل تعداها إلى تلحين موسيقى لأفلام ومسرحيات منها فيلم "بوعمامة"، فيلم «الزيتونة»، مسرحية «الجواهر» لعبد القادر علولة، «قالو العرب قالو»، «العيطة»، و«الشهداء يعودون هذا الأسبوع» وغيرها، ليبلغ رصيده الفني أكثر من 700 لحن، كما مثل الجزائر في العديد من المهرجانات ليكرس السنوات الأخيرة من حياته لترأس لجنة التحكيم لحصة نوبة الجيل لإذاعة البهجة، والتي سمحت باكتشاف العديد من المواهب الشابة. ويعتبر من جملة كبار الملحنين في الجزائر أمثال علي ذباح (عليلو)، محمود رشيد (شيخ نموس)، باتي، مصطفى قصدالي، بلاوي الهواري، مصطفى سكندراني وعبد الغني بلقايد.

## وفاته
توفي يوم:21 مايــو 2010 عن عمر 75 سنة، إثر مرض عضال لازمه الفراش لفترة طويلة

## وصلات خارجية
- ا